# Treshchiny Bol’shaja Rjab’
Treshchiny Bol’shaja Rjab’ (englische Transkription von russisch трещины Большая Рябь Treschtschiny Bolschaja Rjab, deutsch ‚Großer Wellenriss‘) ist eine große und dauerhafte Gletscherspalte im ostantarktischen Königin-Maud-Land. Sie liegt südöstlich des Entusiastbreen.
Russische Wissenschaftler benannten sie.